# Meine Wunder (Gedichtband)
Meine Wunder ist der dritte Gedichtband Else Lasker-Schülers, veröffentlicht im Frühjahr 1911 im Drei Lilien Verlag, Karlsruhe/Leipzig. Mit ihm  gelang Lasker-Schüler der Durchbruch als bedeutendste Dichterin der avantgardistischen Moderne und des Expressionismus.

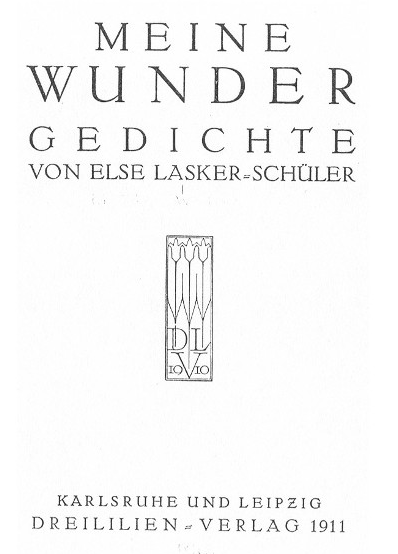
Meine Wunder – Titelbild der Originalausgabe von 1911 im Drei Lilien Verlag

## Inhalt
Der Band Meine Wunder enthält 58 Gedichte. 33 davon sind aus der davor erschienenen Gedichtsammlung Der siebente Tag. Von den restlichen 25 Gedichten waren 24 bereits in Zeitschriften erschienen, davon 17 allein in der von ihrem Mann Herwarth Walden herausgegebenen Monatszeitschrift Der Sturm. Die bekanntesten Gedichte in dem neuen Band sind Ein alter Tibetteppich, Mein Volk, Versöhnung, Heimweh, Meine Mutter, Weltende. Diese stehen neben weniger bekannten Versen wie Ankunft, Mein stilles Lied, Nachtklänge oder Mein Sterbelied. Der Band trägt die Widmung „Meiner treuen Mutter“. Neben den orientalischen Einflüssen sind Liebe, Trauer und religiöse Erfahrungen wiederkehrende Motive in diesem Werk, in dem sprachliche Neuschöpfungen und freier Umgang mit der lyrischen Form hervortreten. In manchen Gedichten behandelt Lasker-Schüler die Enttäuschung über die erloschene, nicht mehr erwiderte Liebe des Partners, so etwa in Ich bin traurig. Aber auch das unerklärliche Vergehen der Liebe spricht sie an im Liebesflug. In den vielen Gedichten, in denen sie die Liebe preist, erscheint diese stets vergänglich, zerbrechlich und sterblich, so in Nun schlummert meine Seele, Versöhnung, In deinen Augen, Mein Sterbelied, Die Liebe, Ein Liebeslied und weiteren.
Das bewegende Gedicht Weltende drückt eine tief depressive Stimmung aus, in der sogar vorgestellt wird, dass das Unsterbliche, Gott selbst, stirbt. Diesen dunklen Ahnungen wird ein lyrisches Ich gegenübergestellt, das dazu auffordert, sich von der düsteren Welt abzuwenden.
Der Gedichtband Meine Wunder stellte den Durchbruch Lasker-Schülers zur bedeutendsten Dichterin der avantgardistischen Moderne und des Expressionismus dar und machte sie auf einen Schlag berühmt.

## Entstehen
Meine Wunder konnte im Gegensatz zu den beiden zuvor veröffentlichten Gedichtbänden Styx (1902) und Der siebente Tag (1905) ohne große Mühe und lange Verlagssuche publiziert werden. Die Dichterin schrieb wohl nicht die bekannten Verlage in Deutschland an, die ihre früheren Einsendungen schon abgelehnt hatten. Ende Dezember 1910 konnte Lasker-Schüler vom erfolgreichen Verkauf ihrer Gedichte berichten. Herwarth Walden hatte kurzerhand die Restauflage von Der Siebente Tag eingezogen. Der Band war wenig erfolgreich. Seine Gedichte sollten in dem neuen Werk aufgehen und wieder abgedruckt werden. Meine Wunder wurde in den Lyrikerkreisen Berlins und Wiens „hymnisch aufgenommen“. Lasker-Schüler wurde die erfolgreichste Lyrikerin ihrer Zeit. Der Erfolg des Bands ist vor allem dem Lob des Wiener Kunst- und Literaturkritikers Karl Kraus zu verdanken. Nach dem Konkurs des Drei Lilien Verlags 1912 übernahm der Verleger Kurt Wolff sowohl gebundene Exemplare als auch ungebundene Rohbögen für seinen Imprint-Verlag „Verlag der weißen Bücher“ in Leipzig. 1914 erschien dort eine neue Ausgabe von Meine Wunder. 1918 erschien bei Paul Cassirer in Berlin nochmals eine neue Titelauflage. Bis zur neuen Herausgabe im Insel-Verlag 2011 hat es dann keine Einzelausgabe mehr gegeben.
Das Gedicht Ein alter Tibetteppich erschien zuerst am 8. Dezember 1910 in [...] »Der Sturm« (Jg. 1, Nr. 41, S. 328), dem führenden Organ der Berliner Avantgarde. Das Gedicht nimmt eine herausragende Stellung im lyrischen Werk Else Lasker-Schülers ein: Es gilt als eines ihrer schönsten Gedichte und gehört zu den bekanntesten Texten, die von der Dichterin veröffentlicht worden sind; es wurde in zahlreiche Anthologien aufgenommen und hat seinen festen Platz in der schulischen Lektüre.
Das zu den bekanntesten Gedichten Lasker-Schülers zählende Weltende wurde erstmals 1903 in der von Hans Benzmann herausgegebenen Anthropologie Moderne deutsche Lyrik publiziert. Es erschien in weiteren Zeitschriften, um dann im Gedichtband Der siebente Tag 1905 neuerlich abgedruckt zu werden. Zur Lebenszeit der Dichterin wurde es insgesamt 18 mal veröffentlicht. Das Gedicht ist Herwarth Walden gewidmet.

## Kritik und ausgewählte Einzel-Rezensionen
Der Gedichtband wird als geschlossenes Werk bezeichnet. Die Kriterien hierzu werden erstens in der großzügigen Buchausgabe gesehen, zweitens in der autorisierten Anordnung durch die Dichterin und drittens in der motivischen und formalen Kohärenz der Sammlung. So finden sich in aufeinander folgenden Gedichten wieder aufgenommene Worte, die eine Verknüpfung der Gedichte bewirken. So ist etwa das letzte Wort des Gedichts Leise sagen „Gewebe“. Das nachfolgende Gedicht Ein alter Tibetteppich handelt eben wieder davon. Spricht die Dichterin in Ein alter Tibetteppich vom „Küssen“, greift sie auch das im folgenden Gedicht Ich bin traurig wieder auf.

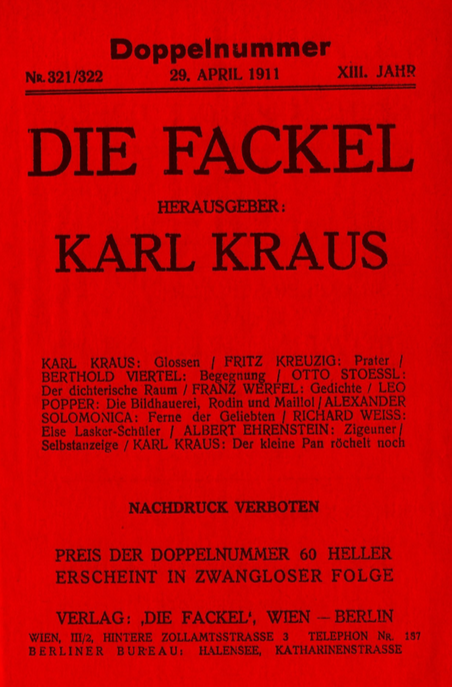
Die Fackel, Ausgabe vom April 1911 mit der Gedichtrezension zu Lasker-Schülers Meine Wunder von Richard Weiß

Eine frühe Kritik von Meine Wunder stammt von dem Schriftsteller Paul Zech in der expressionistischen Zeitschrift Saturn (1912). Zech lobt Lasker-Schülers Sprache, die er frei von vulgären Rudimenten verbrauchter lyrischer Idiome sieht. Er stellt Lasker-Schüler in eine Reihe mit Stefan George, Rainer Maria Rilke und wenigen anderen in die oberste Kategorie deutscher Lyriker der damaligen Zeit.
Richard Weiß verfasste eine umfassende Würdigung von Lasker-Schülers Gedichtband in der von Karl Kraus herausgegebenen Zeitschrift Die Fackel. Weiß hebt die Fähigkeit der Dichterin hervor, das „Niegeahnte“ und „Niegesagte“ zum Ausdruck zu bringen und bezeichnet ihre Dichtung als „echte Wortkunst“, die er auf Grund ihres Avantgardismus von „schlechter Kunst“ abgrenzt. Wortkunst wie in Meine Wunder ist im Sinne von Weiß „aus Worten erbaut“ und ähnelt einem architektonischen Meisterwerk. „Jede Kunst drückt — eine wahre Transsubstantiation — die Welt in ihrem Materiale restlos aus. Das Material der Wortkunst sind die Worte. Die Worte sind nicht nur Bedeutung, sie sind auch Klang.“

### Ein alter Tibetteppich
Das Gedicht Ein alter Tibetteppich bezeichnet Weiß als „das allerschönste Gedicht“. „Die Verschlingungen des Teppichs sind die Verschlingungen der Seele des Geliebten mit der eigenen Seele. [...] Die Verknüpfung der Maschen ist zugleich ihre zeitliche Folge. Die Welt ist Tibetteppich geworden, die Liebenden Maschen darin, der Tibetteppich Wortwelt. Die Dinge, die die Wissenschaft isolierend bekannt zu machen sucht, macht die Kunst wieder fraglich und ist daher umso verhaßter, je größer sie ist.“ Der Rezensent sieht dieses Gedicht als einen „lebenden Organismus“ und schreibt: „Eine spätere Zeit mag sich weise des Schweigens verwundern, das ein Gedichtebuch empfing, darin das Gedicht »Ein alter Tibetteppich« welttröstend zu lesen steht.“
Herwarth Walden schrieb in einer Fußnote in Die Fackel über das Gedicht Ein alter Tibetteppich als der am stärksten und unwegsamsten Erscheinung des modernen Deutschland und eines der „entzückendsten und ergreifendsten, die ich je gelesen habe“. Er gäbe dafür seine gesamten Heine her.

### Weltende
Das Gedicht Weltende gehört zu den berühmtesten Gedichten des 20. Jahrhunderts. Auf der einen Seite ist dieses düstere Klagelied vor dem Hintergrund der zerfallenden Ehe Else Lasker-Schülers mit ihrem ersten Ehemann Berthold Lasker und der entstehenden neuen Verbindung mit Herwarth Walden zu sehen. Auf der anderen Seite zeigt die Anspielung auf die biblische Apokalypse einen gesellschaftskritischen Gehalt auf. Die unkonventionelle Verbindung mit Walden provozierte in Lasker-Schülers Bibliografie einen endgültigen Bruch mit der bürgerlichen Gesellschaft. Das Gedicht wird somit als Liebesgedicht und gleichzeitig als Gesellschaftskritik verstanden. Es ist „der liebe Gott“ der im Gedicht Weltende verstorben scheint. Das ist der alles bewahrende und beschützende Kindheitsgott. Ohne ihn erfasst Hoffnungslosigkeit die ganze Welt. Wie in anderen Gedichten ist die Kindheitserinnerung Lasker-Schülers hier ein wichtiges Element. Mit Gott stirbt auch das Leben. Gegen diesen Verlust kommt auch die Sehnsucht und Hoffnung der zweiten und dritten Strophe des Gedichts nicht mehr an. „Der Kuss ist lediglich ein verzweifeltes Aufbegehren gegen das Unvermeidliche, am Ende triumphiert wieder der Tod.“ Mit der Einbindung des Hintergrunds der NS-Verbrechen wurde das Gedicht in der Zeitgeschichte des 20. Jahrhunderts zum universalen Klagelied gerühmt und wird immer in diesem Zusammenhang zitiert.
Am Beispiel des Gedichts Weltende begründet Karl Jürgen Skrodski, dass die Dichterin heute zu Unrecht der expressionistischen Kunstbewegung zugerechnet wird, obwohl sie schon in ihrem äußeren Auftreten eine exzentrische Person war. „Ein Gedicht wie »Weltende«, das sich häufig in Anthologien des Expressionismus findet, ist nicht nur Jahre früher entstanden, ihm fehlt vor allem das antibürgerliche Pathos expressionistischer Lyrik. Das »Weltende«, von dem Else Lasker-Schüler in ihrem Gedicht spricht, ist nicht ein historisches – etwa das Ende der bürgerlichen Kunstepoche –, in ihm manifestiert sich vielmehr eine menschliche Grundbefindlichkeit, die sie in zeit- und raumlos wirkenden Versen zum Ausdruck bringt“.